# Anisopogon hermanni
Anisopogon hermanni là một loài ruồi trong họ Asilidae. Anisopogon hermanni được Engel miêu tả năm 1930.